# 凯尔特共产主义
凯尔特共产主义（英語：Celtic Communism）是一种由约翰·麦克莱恩和詹姆斯·康诺利发展出来的马克思主义形式，深受泛凯尔特主义、爱尔兰民族主义和苏格兰民族主义的影响。
康诺利的《爱尔兰的再征服》以及麦克莱恩的《向苏格兰工人共和国致敬》被视为凯尔特共产主义的重要著作。